# 24 Heures du Mans 1959
Navigation
Édition précédente Édition suivante
Les 24 Heures du Mans 1959 sont la 27e édition de l'épreuve et se déroulent les 20 et 21 juin 1959 sur le circuit de la Sarthe. Cette course est la quatrième manche du Championnat du monde des voitures de sport 1959 (WSC - World Sportscar Championship).

## Nombre de pilotes qualifiés pour la course
106 pilotes sont au départ de cette édition 1959 des 24 Heures du Mans.
| 36 Britanniques | 25 Français | 14 Américains | 8 Belges      | 4 Allemands     |
| 4 Italiens      | 3 Suédois   | 2 Brésiliens  | 2 Mexicains   | 2 Suisses       |
| 1 Argentin      | 1 Marocain  | 1 Monégasque  | 1 Néerlandais | 1 Néo-Zélandais |
| 1 Yougoslave    |             |               |               |                 |

## Classement final de la course

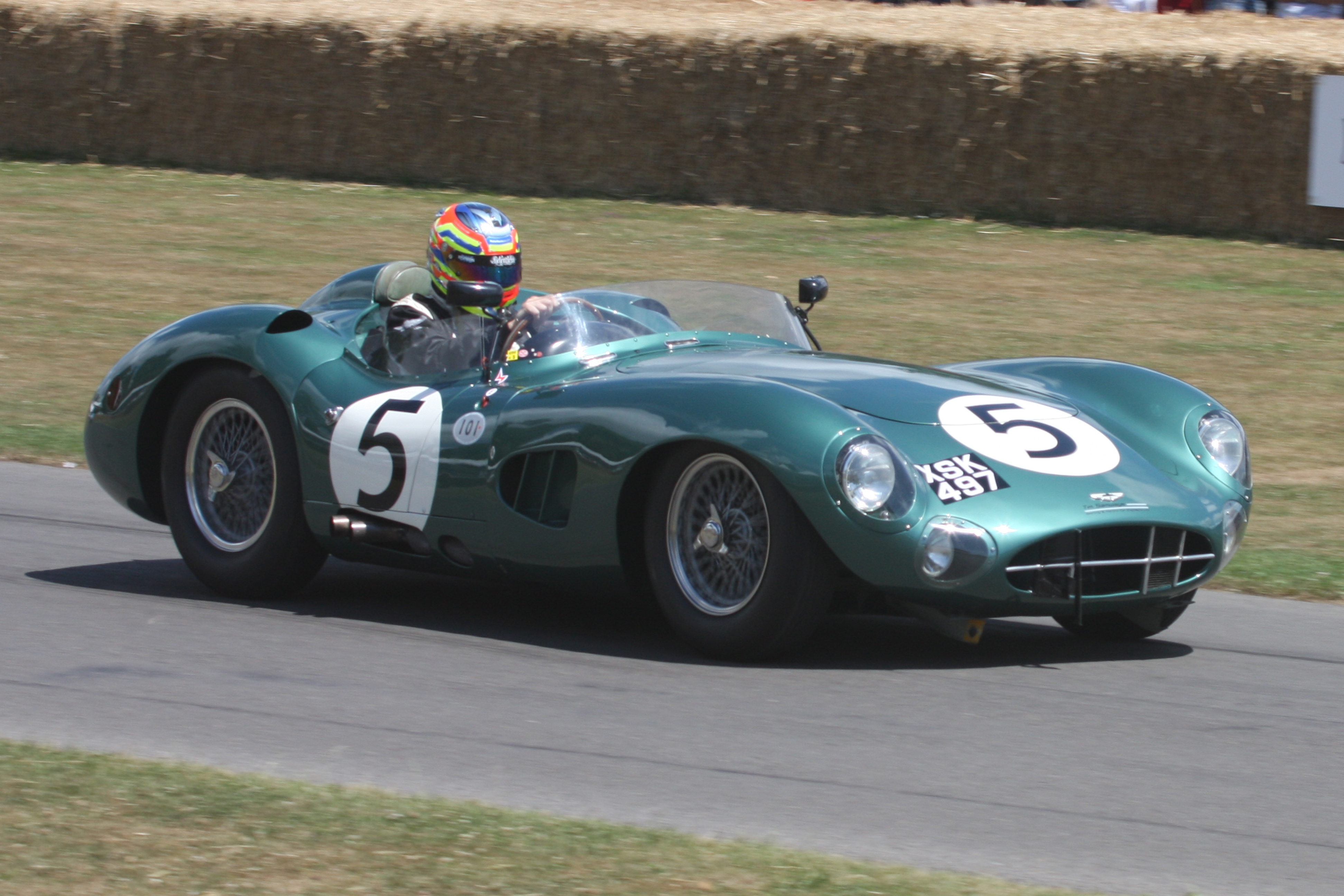
L'Aston Martin DBR1/300, victorieuse de l'édition 1959.

| Pos.  | Catégorie | no | Écurie                                           | Pilotes                                  | Châssis                         | Moteur                  | Pneus | Tours |
| ----- | --------- | -- | ------------------------------------------------ | ---------------------------------------- | ------------------------------- | ----------------------- | ----- | ----- |
| 1     | S 3.0     | 5  | David Brown Racing Dept.                         | Carroll Shelby Roy Salvadori             | Aston Martin DBR1/300           | Aston Martin 3.0L I6    | A     | 323   |
| 2     | S 3.0     | 6  | David Brown Racing Dept.                         | Maurice Trintignant Paul Frère           | Aston Martin DBR1/300           | Aston Martin 3.0L I6    | A     | 322   |
| 3     | GT 3.0    | 11 | Équipe nationale belge                           | Jean Blaton Léon Dernier                 | Ferrari 250 GT LWB Coupé        | Ferrari 3.0L V12        | D     | 297   |
| 4     | GT 3.0    | 18 | North American Racing Team (NART)                | André Pilette George Arents              | Ferrari 250 GT Berlinetta       | Ferrari 3.0L V12        | D     | 296   |
| 5     | GT 3.0    | 16 | Fernand Tavano North American Racing Team (NART) | Fernand Tavano Bob Grossman              | Ferrari 250 GT California       | Ferrari 3.0L V12        | E     | 294   |
| 6     | GT 3.0    | 20 | Lino Fayen                                       | Lino Fayen Gino Munaron                  | Ferrari 250 GT Berlinetta       | Ferrari 3.0L V12        | E     | 293   |
| 7     | GT 2.0    | 29 | Rudd Racing Ltd.                                 | Ted Whiteaway John Turner                | AC Ace                          | Bristol 2.0L I6         | M     | 273   |
| 8     | GT 1.5    | 41 | William S. Frost                                 | Peter Lumsden Peter Riley                | Lotus Elite Mk14                | Coventry Climax 1.2L I4 | D     | 270   |
| 9     | GT 750    | 46 | Automobiles Deutsch et Bonnet                    | René Cotton Louis Cornet                 | DB HBR5                         | Panhard 0.7L Flat-2     | M     | 258   |
| 10    | GT 1.5    | 42 | Border Reivers                                   | Sir John Whitmore Jim Clark              | Lotus Elite Mk14                | Coventry Climax 1.2L I4 | D     | 257   |
| 11    | GT 750    | 45 | Automobiles Deutsch et Bonnet                    | Bernard Consten Paul Armagnac            | DB HBR5                         | Panhard 0.7L Flat-2     | M     | 247   |
| 12    | GT 750    | 44 | Sture Nottorp                                    | Sture Nottorp Gunnar Bengtsson           | Saab 93 Sport                   | Saab 0.7L I3 (2-Stroke) | P     | 232   |
| N. c. | S 750     | 55 | Automobili Stanguellini                          | Roger de Lageneste Paul Guiraud          | Stanguellini 750 Sport BA       | Fiat 0.7L I4            | D     | 220   |
| Abd.  | GT 750    | 48 | Automobiles Deutsch et Bonnet                    | René Bartholoni Francois Jaeger          | DB HBR5                         | Panhard 0.7L Flat-2     | M     | 169   |
| Abd.  | GT 2.0    | 27 | Standard Triumph                                 | Ninian Sanderson Claude Dubois           | Triumph TR3S                    | Triumph 2.0L I4         | D     | 114   |
| Abd.  | S 1.1     | 48 | Roger Masson                                     | Roger Masson (de) Jean Vinatier          | DB HBR5                         | Panhard 0.9L Flat-2     | M     | 179   |
| Abd.  | GT 2.0    | 33 | F.W.R. Lund                                      | Ted Lund Colin Escott                    | MG A Twin Cam                   | MG 1.6L I4              | D     | 185   |
| Abd.  | S 3.0     | 14 | Scuderia Ferrari                                 | Phil Hill Olivier Gendebien              | Ferrari 250 TR59                | Ferrari 3.0L V12        | D     | 263   |
| Abd.  | S 1.5     | 35 | Jean Kerguen                                     | Jean Kerguen Robert La Caze              | Porsche 550 RS                  | Porsche 1.5L Flat-4     | D     | 229   |
| Abd.  | S 1.5     | 37 | Ed Hugus                                         | Ed Hugus Ray Erickson                    | Porsche 718 RSK                 | Porsche 1.5L Flat-4     | C     | 240   |
| Abd.  | S 1.5     | 36 | Baron Carel Godin de Beaufort                    | Carel Godin de Beaufort Christian Heins  | Porsche 718 RSK                 | Porsche 1.5L Flat-4     | C     | 186   |
| Abd.  | S 750     | 53 | Team Lotus Engineering                           | Alan Stacey Keith Greene                 | Lotus 17                        | Coventry Climax 0.7L I4 | D     | 156   |
| Abd.  | S 1.5     | 34 | Porsche KG                                       | Edgar Barth Wolfgang Seidel              | Porsche 718 RSK                 | Porsche 1.5L Flat-4     | C     | 168   |
| Abd.  | S 2.0     | 31 | Porsche KG                                       | Jo Bonnier Wolfgang von Trips            | Porsche 718 RSK                 | Porsche 1.6L Flat-4     | C     | 182   |
| Abd.  | S 3.0     | 8  | Ecurie Ecosse                                    | Ron Flockhart John Lawrence              | Tojeiro                         | Jaguar 3.0L I6          | D     | 137   |
| Abd.  | GT 1.5    | 38 | Équipe Los Amigos                                | Jean-Claude Vidilles Jean-François Malle | Lotus Elite Mk14                | Coventry Climax 1.2L I4 | D     | 105   |
| Abd.  | S 2.0     | 25 | Standard Triumph                                 | Peter Jopp Richard Stoop                 | Triumph TR3S                    | Triumph 2.0L I4         | D     | 245   |
| Abd.  | S 3.0     | 12 | Scuderia Ferrari                                 | Dan Gurney Jean Behra                    | Ferrari 250 TR59                | Ferrari 3.0L V12        | D     | 129   |
| Abd.  | S 3.0     | 30 | Team Lotus Engineering                           | Graham Hill Derek Jolly                  | Lotus 15                        | Coventry Climax 2.0L I4 | D     | 119   |
| Abd.  | S 750     | 52 | O.S.C.A. Automobili                              | Jean Laroche André Testut                | O.S.C.A. 750 Sport              | O.S.C.A. 0.7L I4        | P     | 88    |
| Abd.  | GT 750    | 50 | Alejandro de Tomaso                              | Alejandro de Tomaso Colin Davis          | DB HBR5                         | Panhard 0.7L Flat-2     | D     | 63    |
| Abd.  | S 3.0     | 1  | Brian Lister                                     | Ivor Bueb Bruce Halford                  | Lister LM                       | Jaguar 3.0L I6          | D     | 121   |
| Abd.  | S 3.0     | 19 | Edwin D. Martin                                  | Edwin D. Martin William Kimberley        | Ferrari 250 TR58                | Ferrari 3.0L V12        | E     | 108   |
| Abd.  | S 3.0     | 3  | Ecurie Ecosse                                    | Innes Ireland Masten Gregory             | Jaguar D-Type Modifié           | Jaguar 3.0L I6          | D     | 70    |
| Abd.  | S 2.0     | 24 | Cooper Car Company                               | Jim Russell Bruce McLaren                | Cooper T49 Monaco Mk1           | Coventry Climax 2.0L I4 | D     | 79    |
| Abd.  | S 2.0     | 32 | Porsche KG                                       | Hans Herrmann Umberto Maglioli           | Porsche 718 RSK                 | Porsche 1.6L Flat-4     | C     | 78    |
| Abd.  | S 2.0     | 23 | Scuderia Ferrari                                 | Giulio Cabianca Giorgio Scarlatti        | Ferrari Dino 196S               | Ferrari 1.9L V6         | D     | 63    |
| Abd.  | GT 1.1    | 59 | Jacques Faucher                                  | Jacques Faucher Gérard Leffargue         | DB HBR5                         | Panhard 0.9L Flat-2     | M     | 53    |
| Abd.  | S 750     | 56 | Automobili Stanguellini                          | René Louis Revillon Joseph Dieu          | Stanguellini 750 Sport Bialbero | Fiat 0.7L I4            | D     | 37    |
| Abd.  | S 3.0     | 4  | David Brown Racing Dept.                         | Stirling Moss Jack Fairman               | Aston Martin DBR1/300           | Aston Martin 3.0L I6    | A     | 70    |
| Abd.  | GT 750    | 43 | S.A. Hurrell / R.M. North                        | Sydney H. Hurrell Roy North              | Saab 93 Sport                   | Saab 0.7L I3 (2 temps)  | M     | 35    |
| Abd.  | S 750     | 54 | Team Lotus Engineering                           | Michael Taylor Johnathon Sieff           | Lotus 17                        | Coventry Climax 0.7L I4 | D     | 23    |
| Abd.  | S 750     | 51 | O.S.C.A. Automobili                              | Pedro Rodríguez Ricardo Rodríguez        | O.S.C.A. Sport 750TN            | O.S.C.A. 0.7L I4        | P     | 32    |
| Abd.  | S 3.0     | 2  | Brian Lister                                     | Walt Hansgen Peter Blond                 | Lister LM                       | Jaguar 3.0L I6          | D     | 52    |
| Abd.  | S 3.0     | 7  | A.G. Whitehead                                   | Graham Whitehead Brian Naylor            | Aston Martin DBR1/300           | Aston Martin 3.0L I6    | A     | 52    |
| Abd.  | S 3.0     | 10 | Équipe nationale belge                           | Lucien Bianchi Alain de Changy           | Ferrari 250 TR58                | Ferrari 3.0L V12        | D     | 47    |
| Abd.  | GT 2.0    | 60 | John Dashwood                                    | John Dashwood William Wilks              | Frazer Nash Le Mans             | Bristol 2.0L I6         | D     | 30    |
| Abd.  | S 750     | 62 | Société E.F.A.C.                                 | René Philippe Faure Georges Guyot        | Stanguellini Efac SP            | Fiat 0.7L I4            | D     | 58    |
| Abd.  | S 3.0     | 15 | Scuderia Ferrari                                 | Cliff Allison Hermano da Silva Ramos     | Ferrari 250 TR59                | Ferrari 3.0L V12        | D     | 41    |
| Abd.  | GT 2.0    | 26 | Standard Triumph                                 | Peter Bolton (de) Michael Rotschild      | Triumph TR3S                    | Triumph 2.0L I4         | D     | 35    |
| Abd.  | S 3.0     | 17 | North American Racing Team (NART)                | Gilbert Geitner Rod Carveth              | Ferrari 250 TR58                | Ferrari 3.0L V12        | D     | 21    |
| Abd.  | GT 3.0    | 21 | Écurie Trois Chevrons                            | Hubert Patthey Renaud Calderari          | Aston Martin DB4 GT             | Aston Martin 3.0L I6    | A     | 21    |
| Abd.  | GT 750    | 47 | Automobiles Deutsch et Bonnet                    | Pierre Chancel (de) Gérard Laureau (de)  | DB HBR5                         | Panhard 0.7L Flat-2     | D     | 9     |

Détail :
- La no 55 Stanguellini n'a pas été classée pour distance parcourue insuffisante (moins de 70 % de la distance parcourue par le 1er de l'épreuve).

Note :
- Dans la colonne Pneus[1] apparaît l'initiale du fournisseur, il suffit de placer le pointeur au-dessus du modèle pour connaître le manufacturier de pneumatiques. Les vainqueurs étaient équipés de pneus Avon, marque aujourd'hui propriété de Cooper Tire & Rubber Company.

## Record du tour
- Meilleur tour en course :  Jean Behra (no 12, Ferrari 250 TR 59, Scuderia Ferrari) en 4 min 0 s 9 (201,161 km/h)

## Prix et trophées
- Victoire au classement à l'indice de rendement énergétique :  Automobiles Deutsch et Bonnet (no 45 D.B. HBR4)
- Victoire au classement à l'indice de performance :  Automobiles Deutsch et Bonnet (no 46 D.B. HBR4)
- 25e Coupe Biennale :  Automobiles Deutsch et Bonnet (no 45 D.B. HBR4)

## Heures en tête
| no | Voiture           | Écurie                   | Pilotes                      | Heures             | Total    |
| -- | ----------------- | ------------------------ | ---------------------------- | ------------------ | -------- |
| 4  | Aston Martin DBR1 | David Brown Racing Dept. | Stirling Moss Jack Fairman   | 1re                | 1 heure  |
| 12 | Ferrari 250 TR    | Scuderia Ferrari         | Jean Behra Dan Gurney        | 2e à 6e            | 5 heures |
| 5  | Aston Martin DBR1 | David Brown Racing Dept. | Carroll Shelby Roy Salvadori | 7e à 10e 20e à 24e | 9 heures |
| 14 | Ferrari 250 TR    | Scuderia Ferrari         | Phil Hill Olivier Gendebien  | 11e à 19e          | 9 heures |

## À noter
- Longueur du circuit : 13,461 km
- Distance parcourue : 4 347,900 km
- Vitesse moyenne : 181,163 km/h
- Écart avec le 2e : 10,241 km